# سدار گروو (نیومکزیکو)
سدار گروو (به انگلیسی: Cedar Grove) یک منطقهٔ مسکونی در ایالات متحده آمریکا است که در شهرستان سنتافه، نیومکزیکو واقع شده‌است. سدار گروو ۷۴۷ نفر جمعیت دارد و ۲٬۰۷۵ متر بالاتر از سطح دریا واقع شده‌است.